# Exploitation (sport)
Pour les articles homonymes, voir exploitation.
L’exploitation en sport se définit comme la capacité à utiliser les caractéristiques et le comportement adverse à son propre avantage (attitude et actions adverses). 

## En sports d'opposition
Elle appartient le plus souvent à des combattants expérimentés sachant repérer les éléments à utiliser chez l’opposant. C’est une des « intentions de jeu » à développer prioritairement à l’entraînement à côté de deux autres : « imposer son propre jeu à l’adversaire » et « s’adapter à l’adversaire ». Elle requiert des fortes qualités de prise d’information (vista) et d’adaptation à la situation en présence (choix de réponses, bon timing, bon à-propos, etc.).
Certains combattants font preuve d’instinct dans ce domaine. Pour d’autres, un gros travail à l’entraînement sera nécessaire pour cultiver cette habileté que l’on classe dans le secteur dit de l’ « intentionnalité ».

## Illustration en boxe
- Exemple d’exploitation : (A) a remarqué que son adversaire tombait sa garde après ses attaques et en profite pour contre-attaquer dans le retour en garde adverse.
1.  ⇒  2. 
1. (B) pense que son adversaire va attaquer en jab…
2. …et s’apprête à le contrer en direct croisé (cross-counter)